# 笠間靖

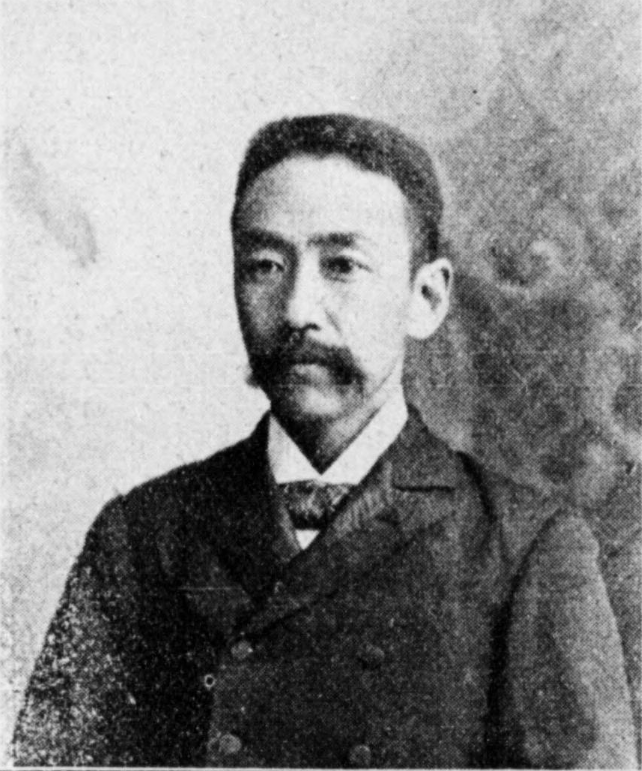
笠間靖

笠間 靖（かさま やすし、1867年10月19日（慶応3年9月22日）- 1948年（昭和23年）1月25日）は、日本の実業家、政治家である。衆議院議員。

## 経歴
武蔵国比企郡小川村（現:埼玉県比企郡小川町）で生まれる。
東京高等商業学校予科を経て明治学院を卒業した。
1896年、自由党に所属し埼玉県会議員に当選。その後、比企郡会議員、同参事会員、埼玉農工銀行設立委員、同専務取締役を務めた。
1902年8月、第7回衆議院議員総選挙で埼玉県選挙区から立憲政友会所属で出馬して当選、衆議院議員を一期務めた。
その後、上武鉄道（秩父鉄道）、小川銀行、熊谷銀行、秩父銀行などの設立に参画。晩年は砕石工場経営の傍ら小川町会議員、学務委員、消防組役員などを務めた。